# Chiesa di Panagia Paraportiani
La chiesa di Panagia Paraportiani (la cui traduzione corrisponde a Maria Vergine) si trova a Mykonos, nell'omonima isola greca, nel quartiere del Kastro, in fondo al porto. È la più famosa e antica chiesa della città, nonché uno degli edifici più fotografati.

## Descrizione
È composta da un agglomerato di cinque chiese, quali, oltre a Panagia Paraportiani, sono Agios Sozontas, Agioi Anargyroi, Agia Anastasia e Agios Efstathios, tutte quante con la stessa colorazione di bianca calce. La costruzione di esse va dal 1475, quando fu costruita la prima, al XVII secolo, edificandole una di fianco all'altra. Le prime quattro vennero poi fuse per diventare le basi di una quinta chiesa, sovrastante le altre, dotata anche di una cupola. Esternamente la struttura, per la giuntura delle cinque chiese precedenti chiuse, è snodata su due livelli.
Il nome significa porta secondaria o porta interna per il fatto di essere edificata in una delle antiche porte dell'antica cinta muraria, di epoca medievale, che racchiudevano la città e l'antico forte.

## Galleria d'immagini

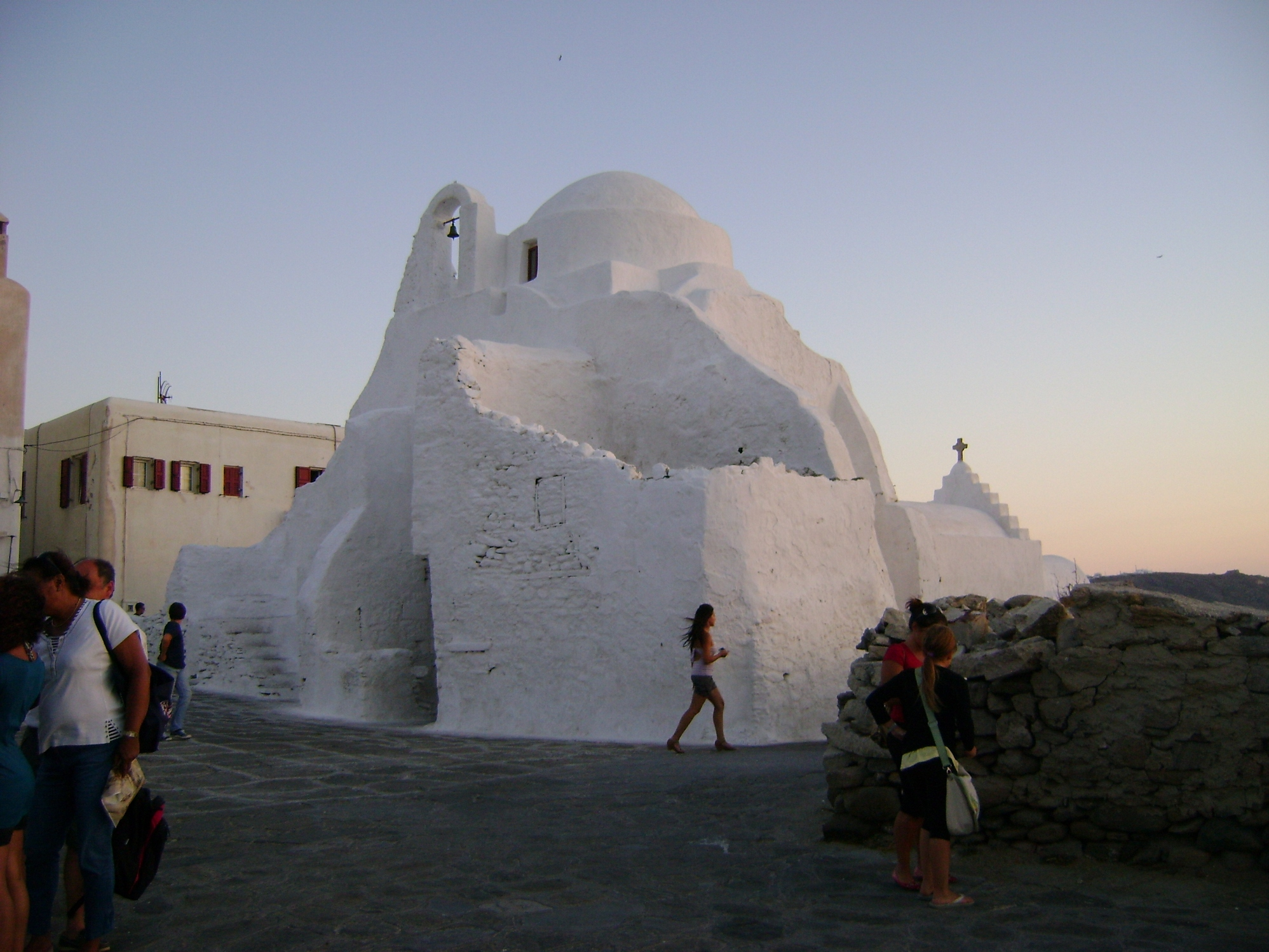
Veduta della chiesa
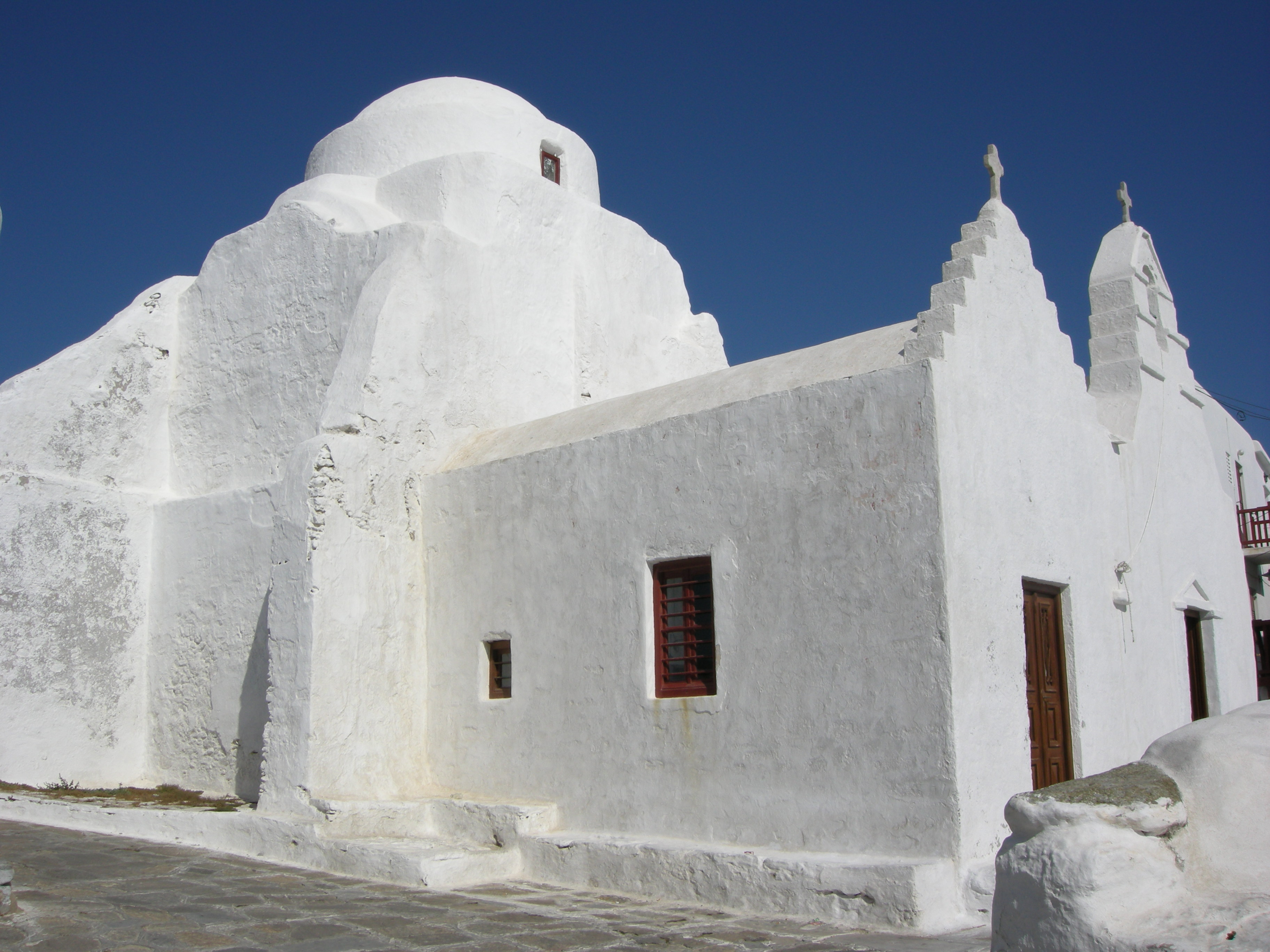
Un prospetto
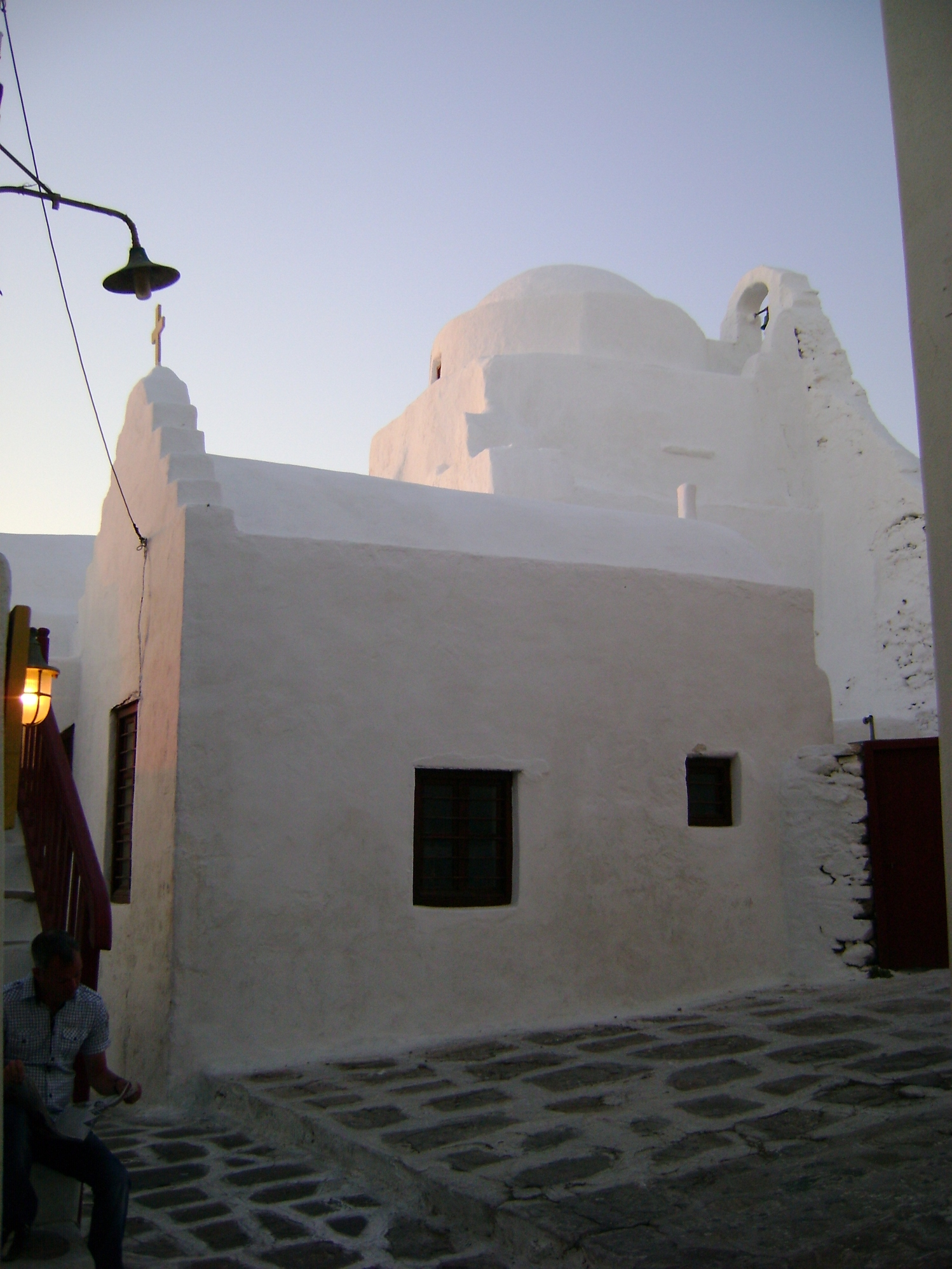
Scorcio della chiesa
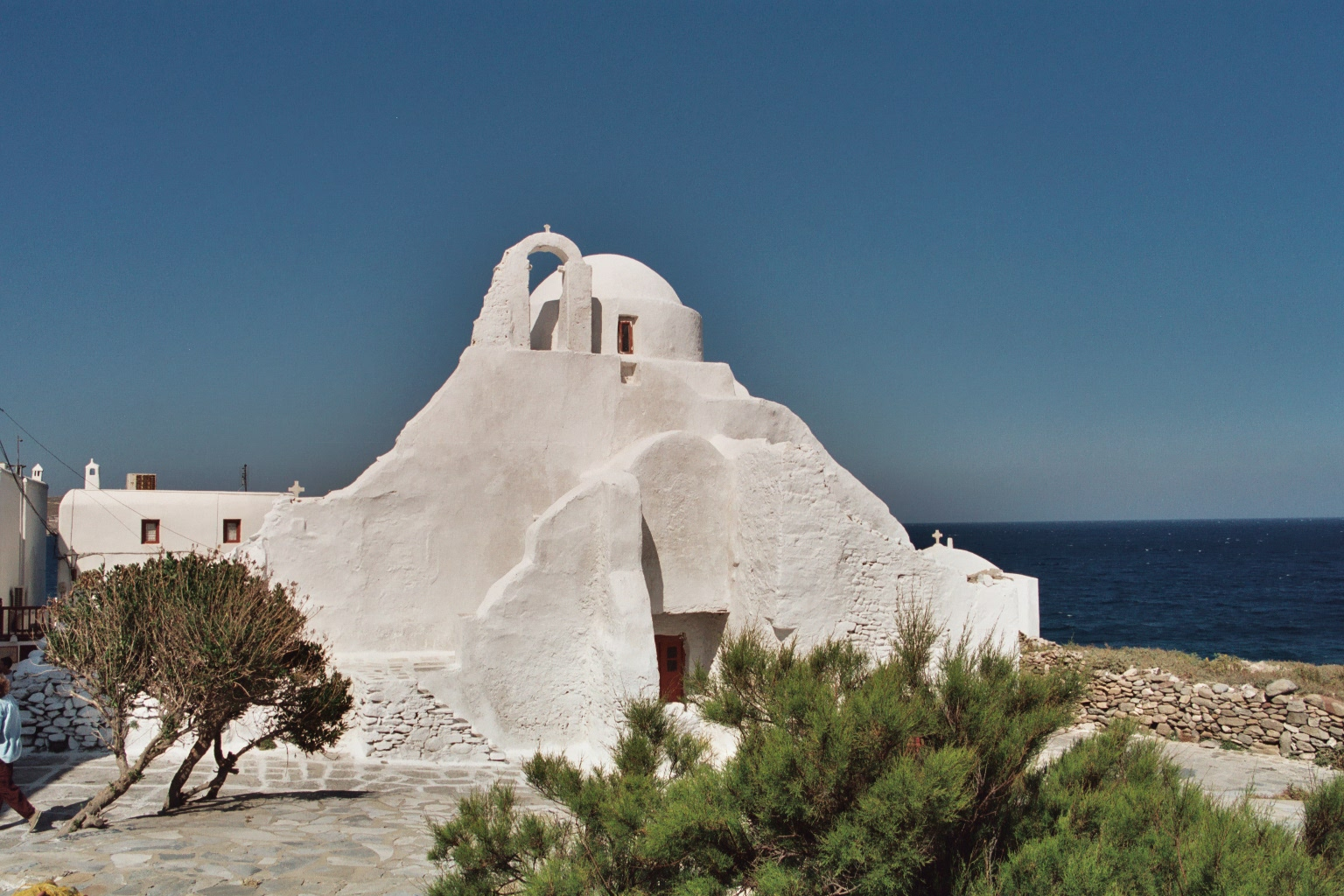
Altra veduta della chiesa